# Nurgyul Salimova

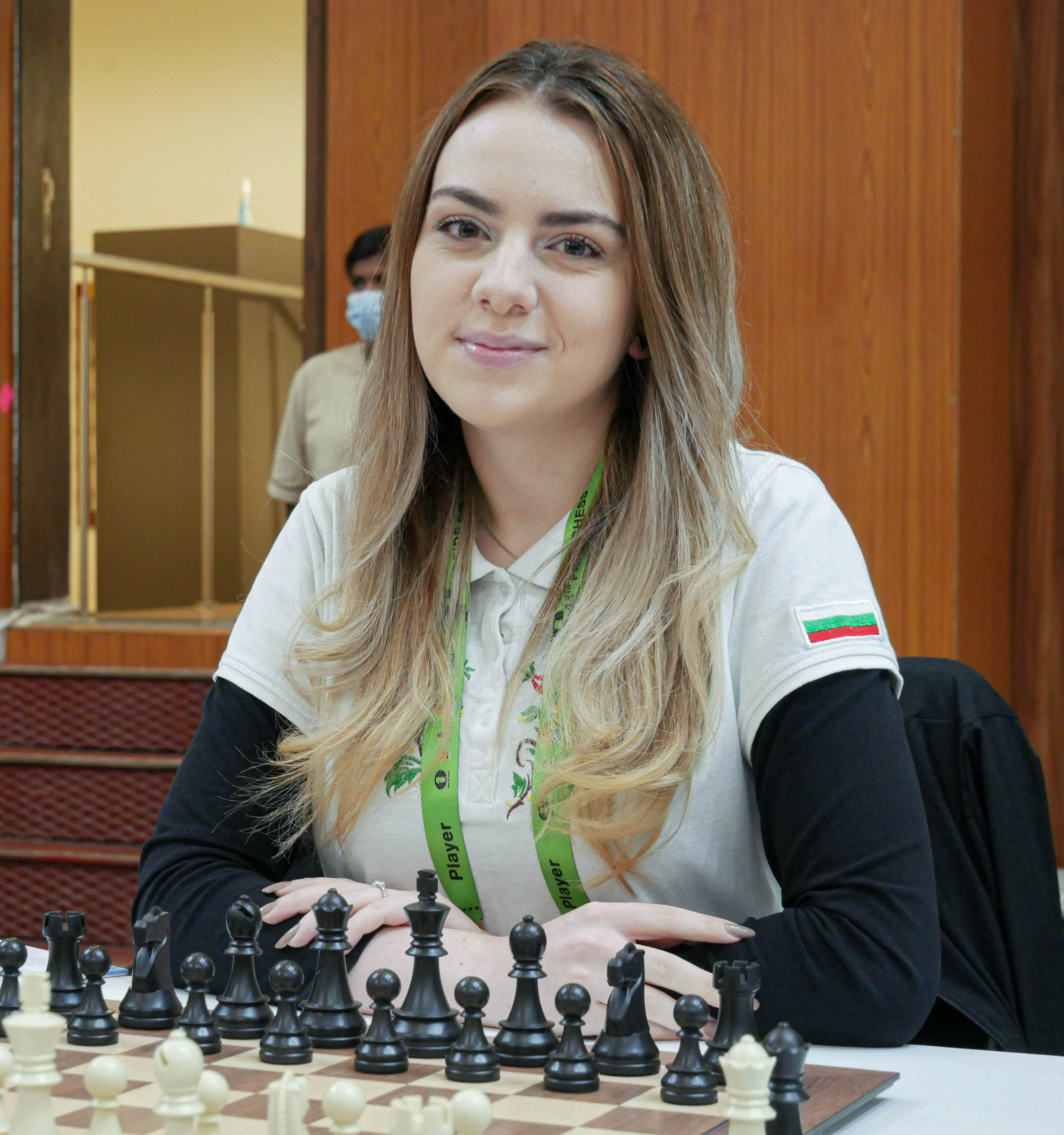
Salimova in 2022

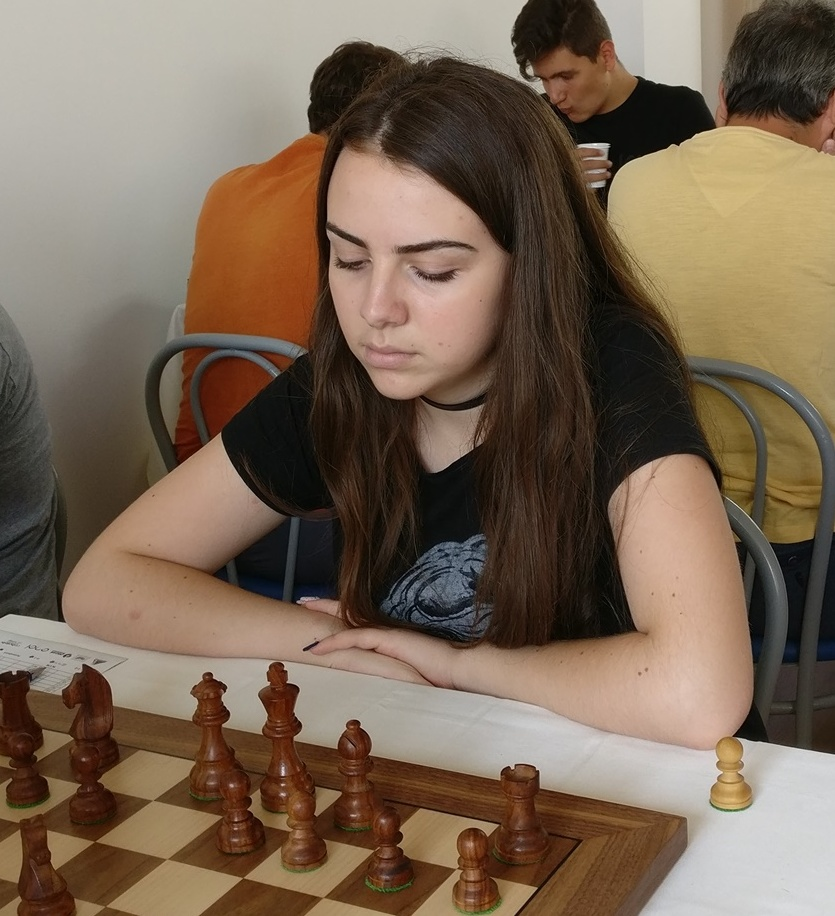
Salimova in 2017

Nurgyul Salimova (Kreptsja, 2 juni 2003) is een Bulgaarse schaakster. In 2019 verkreeg ze de titels Internationaal Meester (IM) en grootmeester bij de vrouwen (WGM). Salimova won in 2017 het Bulgaars schaakkampioenschap voor vrouwen. In 2023 werd ze tweede op het nationale schaakkampioenschap van Bulgarije; ze was de enige vrouw die meedeed aan het open toernooi.

## Biografie
Salimova werd geboren in het dorpje Kreptsja in de oblast Targovisjte. Op vierjarige leeftijd leerde ze schaken. In 2011 won ze in Albena het Europees Schaakkampioenschap voor jeugd in de categorie meisjes tot 8 jaar. In 2015, in Porto Carras, won Salimova het Wereldkampioenschap schaken voor jeugd in de categorie meisjes tot 12 jaar. In 2015 won ze ook het EU-kampioenschap voor jeugd in de categorie meisjes tot 12 jaar. Diverse keren won ze in verschillende leeftijdscategorieën het Bulgaarse en het Europese jeugdkampioenschap snel- en blitzschaak voor meisjes. 
Salimova won het Bulgaarse schaakkampioenschap voor vrouwen in 2017.
In 2018 kreeg Salimova een invitatie om deel te nemen in de C-groep van het Tata Steel toernooi. 

In april 2018 werd Salimova kampioen van Bulgarije in de categorie meisjes tot 16 jaar. In dezelfde maand werd ze Bulgaars kampioen blitzschaak in de 'open' (jongens) categorie tot 16 jaar. 

In mei 2018 won Nurgyul Salimova het Bayonne Open met een 2600+ performance, voldoende voor een GM-norm. 
In juli 2018 behaalde Salimova haar laatste WIM-norm, haar eerste IM-norm en haar eerste WGM-norm in Pardubice, Tsjechische republiek, met als performance rating 2478. Hierdoor steeg haar rating naar 2352 en werd ze nummer 2 op de wereldranglijst van meisjes tot 16 jaar. Ook werd ze nummer 2 op de ranglijst van Bulgaarse vrouwen en nummer 11 op de wereldranglijst van meisjes tot 20 jaar. In september 2018 nam ze deel aan de Servische bondscompetitie voor vrouwen, met het team van Banovci Dunav. Salimova speelde aan het tweede bord en behaalde 8 pt. uit 10 (zonder verliespartij). Hiermee behaalde ze haar tweede WGM-norm. 
Salimova behaalde een WGM-norm en een tweede IM-norm in december 2018 op 15-jarige leeftijd in Zadar, Kroatië, met als performance rating 2492. 

In april 2019, op het Europees Schaakkampioenschap voor vrouwen, behaalde Salimova haar laatste WGM-norm en werd WGM op de leeftijd 15 jaar en 10 maanden. Ze verkreeg ook het recht deel te nemen aan de Wereldbeker Schaken voor Vrouwen. 
In augustus 2019 was haar Elo-rating 2425. 
In januari 2022, op de januari-editie van de Vergani Cup, behaalde Salimova haar eerste GM-norm na te winnen van de voormalig uitdager om het wereldkampioenschap GM Nigel Short.
Op het nationaal kampioenschap van Bulgarije in januari 2023, gehouden in Sofia, eindigde ze een half punt onder de winnaar en ontving de zilveren medaille. Ze verloor uitsluitend haar partij tegen de kampioen, GM Kiril Georgiev.

## Externe koppelingen
- (en)   Informatie over schaakpartijen van Nurgyul Salimova op ChessGames.com
- (en)   Informatie over schaakpartijen van Nurgyul Salimova op 365chess.com
- (en)  FIDE-ratinggegevens voor Nurgyul Salimova